# Adolf Guyer-Zeller
Pour les articles homonymes, voir Guyer.
Adolf Guyer-Zeller (1839-1899) est un homme d'affaires et entrepreneur suisse. Il est notamment connu pour avoir eu l'idée et mis en œuvre la réalisation du chemin de fer de la Jungfrau.

## Biographie
Adolf Guyer-Zeller est né le 1er mai 1839  au hameau de Neuthal sur la commune de Bäretswil en Suisse, où son père John Guyer a installé une filature de coton en 1826. Adolf est scolarisé dans l'école primaire de Bauma, avant d'être envoyé poursuivre ses études à Zurich, puis à Genève. De 1860 à 1863 il poursuit sa formation avec des voyages, notamment en France et en Angleterre, où il va étudier les machines de l'industrie du textile dans différentes usines. Il visite également Cuba, le sud des États-Unis, la Palestine et la construction du canal de Suez en Égypte.

## Publication
- Adolf Guyer-Zeller, Das Projekt der Jungfraubahn: Wissenschaftlich, technisch und finanziell Beleuchtet, F. Schulthess, 87 pages, 1896